# Mijlocu (okręg Vâlcea)
Mijlocu – wieś w Rumunii, w okręgu Vâlcea, w gminie Sinești. W 2011 roku liczyła 258 mieszkańców.